# Michel Drach
Michel Drach es un director cinematográfico francés nacido el 18 de octubre de 1930 en París, Francia y muerto el 15 de febrero de 1990 en su ciudad natal.

## Filmografía
- 1958: La Boucle (Auditorium)
- 1960: On n'enterre pas le dimanche
- 1961: Amélie ou le temps d'aimer
- 1965: Le train bleu s'arrête 13 fois (série TV)
- 1965: La Bonne occase
- 1966: Safari diamants
- 1966: Les Compagnons de Jehu (feuilleton TV)
- 1970: Élise ou la vraie vie
- 1974: Los violines del baile
- 1975: Parlez-moi d'amour
- 1977: Le Passé simple
- 1979: Le Pull-over rouge
- 1982: Guy de Maupassant
- 1986: Sauve-toi, Lola
- 1987: Il est génial papy !